# جون ماكلاكلان غراي
جون ماكلاكلان غراي (بالإنجليزية: John MacLachlan Gray)‏ (26 سبتمبر 1946، أوتاوا في كندا)؛ روائي كندي. درس في جامعة ماونت اليسون.

## روابط خارجية
- جون ماكلاكلان غراي على موقع قاعدة بيانات برودواي على الإنترنت (الإنجليزية)